# Тэклемикаэль, Робель
Робель Тэклемикаэль (тигринья ሮቤል ተኽለሚካኤል; англ. Robel Teklemichael; родился 14 июля 2000 года; Асмэра, Эритрея) — эритрейский футболист, защитник эфиопского клуба «Эфиопиан Кофе» и сборной Эритреи.

## Клубная карьера
С 2019 по 2021 год играл за клуб «Ред Си». 8 апреля 2021 года перешёл в команду «Эфиопиан Кофе» из Премьер-лиги Эфиопии.

## Карьера в сборной
Робель Тэклемикаэль дебютировал за сборную 4 сентября 2019 года в квалификации на чемпионат мира 2022 против Намибии.
В том же году был вызван на Кубок КЕСАФА 2019. Стал капитаном сборной Эритреи, которая проиграла Уганде в финале. Тэклемикаэль был назван самым ценным игроком турнира.